# Fred VanVleet
Fredderick „Fred“ Edmund VanVleet (* 25. Februar 1994 in Rockford, Illinois) ist ein US-amerikanischer Basketballspieler. Er spielt seit der Saison 2023/24 für die Houston Rockets in der NBA auf der Position des Point Guards.

## Highschool und College
Fred VanVleets Vater wurde im Jahr 1999 bei einem Drogendeal erschossen, als Fred fünf Jahre alt war. Sein Stiefvater wollte vermeiden, dass er wie sein Vater endete und schirmte ihn von schlechten Einflüssen ab, in dem er ihm nicht erlaubte, bestimmte Viertel in der Stadt zu betreten. Er fokussierte Fred auf den Basketballsport und trainierte diesen und seine drei Brüder in seiner Kindheit. VanVleet spielte in seiner Jugend erfolgreich für die Auburn High School in seiner Heimatstadt Rockford, Illinois und entschied sich danach für die Wichita State University aufzulaufen. Für die Shockers spielte er alle vier Jahre. Bereits in seinem Sophomore-Jahr für Wichita feierte er seinen Durchbruch und kam durchschnittlich auf 11,6 Punkte, 4,5 Rebounds, 5,2 Assists und 1,9 Steals pro Spiel. Mit seinem Team blieb er in dieser Saison in allen 31 Spielen siegreich. Er wurde mit dem Award zum Spieler des Jahres in der Missouri Valley Conference ausgezeichnet und ins All-MVC-Team gewählt. Diese Zahlen blieben auch in den folgenden zwei Jahren annähernd konstant. In seinem Senior-Jahr wurde er zum zweiten Mal zum Spieler des Jahres in der MVC gewählt. Außerdem kam er zum dritten Mal in Folge ins All-Conference-Team. Nach vier Jahren am College meldete er sich für den NBA-Draft 2016 an.

## NBA
Trotz seiner herausragenden Leistungen für Wichita State wurde er am Drafttag von keiner Mannschaft ausgewählt, nachdem er zuvor Angebote von zwei NBA-Klubs abgelehnt hatte, für deren Farmteams in der NBA Development League zu spielen. VanVleet kam in den Kader der Toronto Raptors, um für diese in der NBA Summer League aufzulaufen. Am 18. Juli 2016 unterzeichnete er einen mehrjährigen Vertrag bei den Raptors. Im Trainingscamp kämpfte er um einen Platz im Kader der Kanadier und am 22. Oktober wurde er ins endgültige Aufgebot berufen. Sein NBA-Debüt bestritt er am 9. November 2016 beim 112:102-Auswärtssieg gegen die Oklahoma City Thunder, bei dem er 26 Sekunden auf dem Feld stand. Im 19. Saisonspiel gegen die Los Angeles Lakers am 2. Dezember erzielte er seine ersten beiden Punkte. Nach dem Jahreswechsel kam er immer häufiger zu Einsätzen. Am 3. Februar 2017 erzielte er im Spiel gegen die Orlando Magic einen persönlichen Bestwert von 15 Punkten. Auch in den Playoffs kam er in der Folge zu kurzen Einsätzen. Außerdem wurde er in seiner Rookie-Saison auch mehrere Male dem Farmteam Raptors 905 zugewiesen und gewann mit diesen die Meisterschaft in der D-League.
Als Sophomore wurde er nach dem Abgang Cory Josephs zum zweiten Point Guard der Raptors ernannt. Am 24. November 2017 erzielte er im Spiel gegen die Indiana Pacers einen neuen Karrierebestwert von 16 Punkten. Einen weiteren Bestwert erreichte er vier Tage später gegen die Charlotte Hornets mit neun Assists. Am 28. Januar 2018 erzielte er beim 123:111-Sieg gegen die Lakers 25 Punkte. Die Saison 2017/18 beendete er mit Mittelwerten von 8,6 Punkten bei 3,2 Rebounds und 3,2 Assists in durchschnittlich 20 Minuten pro Spiel. In den Playoffs scheiterten die Raptors im Eastern-Conference-Halbfinale an den Cleveland Cavaliers. Mit seinen starken Leistungen, geprägt von Effizienz, wurde er für den NBA Sixth Man of the Year Award nominiert, den jedoch Lou Williams letztendlich gewann.
Am 6. Juli 2018 unterzeichnete Fred VanVleet einen neuen Vertrag bei den Raptors. Am 11. Dezember 2018 verzeichnete er mit 14 Vorlagen gegen die Los Angeles Clippers eine neue persönliche Bestleistung in Assists. Am 7. Februar gelangen ihm gegen die Atlanta Hawks erstmals in seiner Karriere 30 Punkte. Mitte Februar fiel er für elf Spiele aufgrund einer Bänderverletzung aus. Die Hauptrunde beendete er mit elf Punkten bei 2,6 Rebounds und 4,8 Assists in durchschnittlich 27,5 Minuten Einsatzzeit pro Spiel. Mit Toronto erreichte er in dieser Saison 2018/19 als Zweiter der Eastern Conference die Playoffs. Im Viertelfinale und Halbfinale der Conference gegen die Orlando Magic war er aufgrund seiner schlechten Wurfquote lange ein Schwachpunkt der Raptors-Offense. Dies änderte sich jedoch im Halbfinale gegen die Milwaukee Bucks. Mit 21 Punkten und sieben verwandelten Dreipunktewürfen trug er wesentlich zum Sieg in Spiel fünf des Finales bei, womit die Raptors die Führung in der Serie mit 3:2 übernahmen. Im sechsten Spiel konnte man die Bucks ein viertes Mal bezwingen und zog erstmals seit der Gründung in die NBA Finals ein. Dort spielte er eine große Rolle in der Defensive gegen den gegnerischen Point Guard Stephen Curry und tütete mit 22 Punkten im sechsten Spiel beim 114:110-Sieg die erste Meisterschaft der Franchise-Geschichte ein. Im Juli 2023 wechselte VanVleet zu den Houston Rockets.

## Erfolge und Auszeichnungen
- 2019 Champion
- 2022: NBA All-Star

## Statistik

### NBA

#### Reguläre Saison
| Saison   | Team     | GP  | GS  | MPG  | FG % | 3P % | FT % | RPG | APG | SPG | BPG | PPG  |
| -------- | -------- | --- | --- | ---- | ---- | ---- | ---- | --- | --- | --- | --- | ---- |
| 2016–17  | Toronto  | 37  | 0   | 7.9  | .351 | .379 | .818 | 1.1 | 0.9 | 0.4 | 0.1 | 2.9  |
| 2017–18  | Toronto  | 76  | 0   | 20.0 | .426 | .414 | .832 | 2.4 | 3.2 | 0.9 | 0.3 | 8.6  |
| 2018–19  | Toronto  | 64  | 28  | 27.5 | .410 | .378 | .843 | 2.6 | 4.8 | 0.9 | 0.3 | 11.0 |
| 2019–20  | Toronto  | 54  | 54  | 35.7 | .418 | .392 | .848 | 3.9 | 6.6 | 1.9 | 0.3 | 17.6 |
| 2020–21  | Toronto  | 52  | 52  | 36.5 | .389 | .366 | .885 | 4.2 | 6.3 | 1.7 | 0.7 | 19.6 |
| 2021–22  | Toronto  | 65  | 65  | 37.9 | .403 | .377 | .874 | 4.4 | 6.7 | 1.7 | 0.5 | 20.3 |
| 2022–23  | Toronto  | 69  | 69  | 36.7 | .393 | .342 | .898 | 4.1 | 7.2 | 1.8 | 0.6 | 19.3 |
| 2023–24  | Houston  | 73  | 73  | 36.8 | .416 | .387 | .860 | 3.8 | 8.1 | 1.4 | 0.8 | 17.4 |
| Gesamt   | Gesamt   | 490 | 341 | 30.8 | .404 | .375 | .868 | 3.4 | 5.7 | 1.4 | 0.5 | 15.0 |
| All-Star | All-Star | 1   | 0   | 9.0  | .500 | .500 | –    | 2.0 | 3.0 | 0.0 | 0.0 | 6.0  |

#### Play-offs
| Saison  | Team    | GP | GS | MPG  | FG % | 3P % | FT % | RPG | APG | SPG | BPG | PPG  |
| ------- | ------- | -- | -- | ---- | ---- | ---- | ---- | --- | --- | --- | --- | ---- |
| 2016–17 | Toronto | 7  | 0  | 4.1  | .667 | .400 |      | 0.1 | 0.6 | 0.1 | 0.0 | 2.0  |
| 2017–18 | Toronto | 6  | 1  | 19.0 | .333 | .286 | .875 | 1.7 | 2.2 | 0.0 | 0.0 | 6.8  |
| 2018–19 | Toronto | 24 | 0  | 24.7 | .392 | .388 | .774 | 1.8 | 2.6 | 0.8 | 0.3 | 8.0  |
| 2019–20 | Toronto | 11 | 11 | 39.1 | .400 | .391 | .840 | 3.9 | 6.9 | 1.6 | 0.6 | 19.6 |
| 2021–22 | Toronto | 4  | 4  | 35.0 | .352 | .333 | .833 | 3.0 | 6.3 | 1.8 | 1.0 | 13.8 |
| Gesamt  | Gesamt  | 52 | 16 | 25.1 | .391 | .372 | .814 | 2.1 | 3.5 | 0.8 | 0.3 | 10.0 |